# Alosza Andonow
Alosza Andonow (ur. 31 stycznia 1961) – bułgarski piłkarz i trener piłkarski. 

## Kariera
Był zawodnikiem m.in. CSKA Sofia, Beroe Starej Zagory, Belasicy Petricz i niemieckiego VfB Lübeck.
Jako szkoleniowiec prowadził kilka zespołów z drugiej i trzeciej ligi bułgarskiej, m.in. FC Nowi Iskyr oraz Minior Pernik, z którym wywalczył awans do Grupy B. Od października 2005 do czerwca 2006 pracował w Slawii Sofia. Wcześniej był asystentem poprzedniego trenera Petyra Chubczewa.
Po raz drugi został szkoleniowcem Slawii w grudniu 2006 roku po rezygnacji Ratko Dostanicia. Także tym razem pracował tylko do końca rozgrywek. Wówczas został zastąpiony przez Macedończyka Stewicę Kuzmanowskiego.